# Андрен
Андре́н (фр. Andrein) — коммуна во Франции, находится в регионе Новая Аквитания. Департамент — Атлантические Пиренеи. Входит в состав кантона Ортез и Тер-де-Гав и дю Сель. Округ коммуны — Олорон-Сент-Мари.
Код INSEE коммуны — 64022.

## География
Коммуна расположена приблизительно в 660 км к югу от Парижа, в 165 км южнее Бордо, в 45 км к западу от По.
На юге коммуны протекает река Гав-д’Олорон.

### Климат
Климат тёплый океанический. Зима мягкая, средняя температура января — от +5°С до +13°С, температуры ниже −10 °C бывают редко. Снег выпадает около 15 дней в году с ноября по апрель. Максимальная температура летом порядка 20-30 °C, выше 35 °C бывает очень редко. Количество осадков высокое, порядка 1100 мм в год. Характерна безветренная погода, сильные ветры очень редки.

## Население
Население коммуны на 2010 год составляло 133 человека.
| 1962 | 1968 | 1975 | 1982 | 1990 | 1999 | 2010 |
| ---- | ---- | ---- | ---- | ---- | ---- | ---- |
| 111  | 110  | 99   | 105  | 103  | 111  | 133  |

## Администрация
| Период | Период | Фамилия     | Партия | Примечания |
| ------ | ------ | ----------- | ------ | ---------- |
| 1995   | 2020   | Ален Мартен |        |            |

## Экономика
В 2010 году среди 70 человек трудоспособного возраста (15-64 лет) 58 были экономически активными, 12 — неактивными (показатель активности — 82,9 %, в 1999 году было 69,4 %). Из 58 активных жителей работали 56 человек (31 мужчина и 25 женщин), безработных было 2 (0 мужчин и 2 женщины). Среди 12 неактивных 3 человека были учениками или студентами, 6 — пенсионерами, 3 были неактивными по другим причинам.

## Фотогалерея

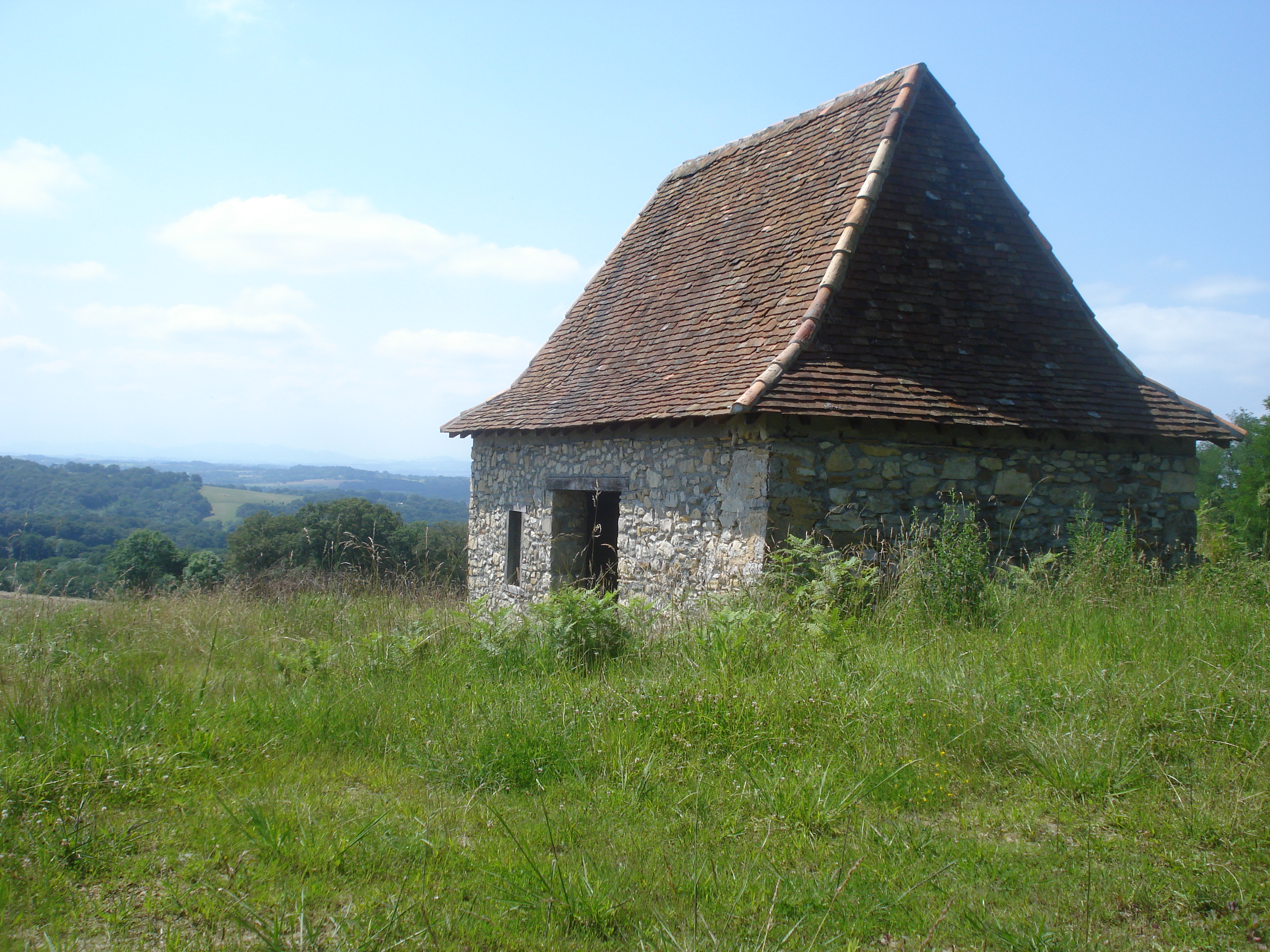
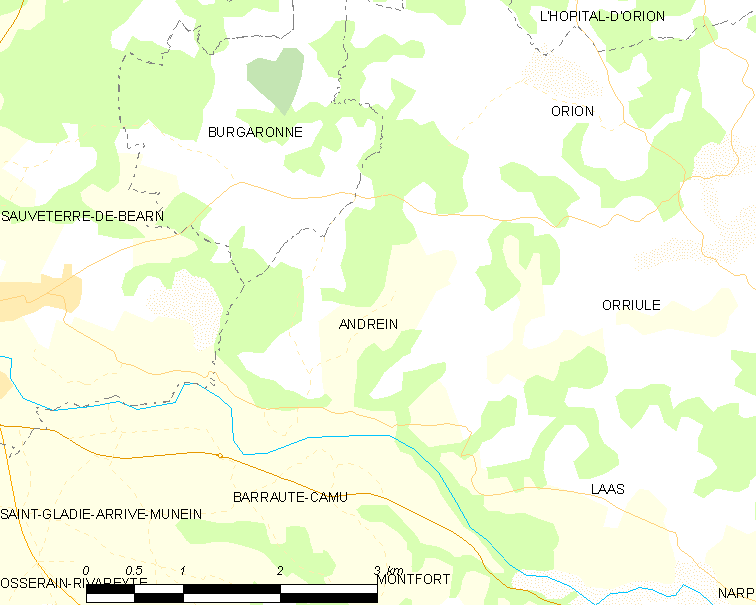
Карта коммуны